# Huissen
Huissen − miasto holenderskie leżące w Geldrii. W roku 2001 miasto połączone zostało z miastami Gendt i Bemmel, tworząc nową gminę o nazwie Lingewaard.
Pierwsze wzmianki o mieście Huissen pochodzą z 814 roku, kiedy to występowało pod nazwą Hosenheim. Było częścią księstwa Kleve, a w skład Holandii weszło w 1816 roku.